# Ніколае Бівол
Ніколае Бівол (1 червня 1882, Яловени — 3 липня 1940, Кишинів) — бессарабський румунський політик, член Сфатул Церій в 1917—1918 роках, мер Кишинева в два терміни в 1923—1924 роках і 1925—1926 роки.

## Життєпис

### Раннє життя
У 1902 році Ніколае Бівол закінчив духовну семінарію в Кишиневі, де був колегою Теодора Няґи, також майбутнього депутата Крайової ради. Потім навчався в Дерптському університеті, згодом став учителем середньої школи в Кишиневі. Під час Першої світової війни потрапив у німецький полон, у 1918 році повернувся до Бессарабії.

### Велика Румунія
25 листопада 1918 року він отримав мандат депутата в Сфатул Церій, будучи серед депутатів, які проголосували за Декларацію 27 листопада 1918 року, якою умови унії Бессарабії з Румунією, встановленого 27 березня, 1918 р. Між 1922 і 1925 роками він був членом Національно-ліберальної партії, будучи між 1923 і 1924 роками мером Кишинева протягом дев'яти місяців. Працює підприємцем, деякий час володіє шкіряним заводом (1922—1926), потім басейном (з 1938).
У 1935 році в Кишиневі він редагував газету Viața Noastra.

### Взаємодія з радами
28.06.1940 залишається в Бессарабії, заарештований НКВД 3 серпня того ж року, інкримінуючи йому ст. 54/13 КК УРСР — активна боротьба з робітничим класом і революційна діяльність. Але під час слідства несподівано кілька працівників басейну та його підлеглих у мерії дають свідчення на користь Миколи Бівола: начебто він вчасно платив їм зарплату, інколи читав їм газети, в тому числі радянські, поводився по-людськи. з ними, деяким він також дав додаткові гроші. Згадаю також редагування газети «Viata Noastra», кваліфікуючи її як газету лівого та антифашистського спрямування. Прихильно виглядала і заява Бівола про те, що в 1938 році він приєднався до Демократичного блоку, підписавши демократичний маніфест.
9 листопада 1940 р. попереднє слідство закінчено, справу направлено до Москви для розгляду в рамках особливої ради (відомої трійки) і застосування покарання (тому без урахування показань свідків). Прокурору СРСР сподобалися надані свідчення, ймовірно, й характер газети, оскільки 11 лютого 1941 р. він повернув справу до Кишинева, наказавши перевірити деякі дані, а 5 квітня 1941 р. слідчий, уже отримавши Інструкції з Москви наказали засекретити файл. Ніколае Бівола звільнили з ув'язнення, йому повернули майно, вилучене під варту. Щасливий випадок, враховуючи, що в Сфатул Церій залишилися живими лише кілька депутатів, захоплених НКВД.